# Abdoulaye Compaoré
Abdoulaye Compaoré – burkiński piłkarz grający na pozycji napastnika. W swojej karierze grał w reprezentacji Górnej Wolty.

## Kariera reprezentacyjna
W 1978 roku Compaoré został powołany do reprezentacji Górnej Wolty na Puchar Narodów Afryki 1978. W tym turnieju zagrał w trzech meczach grupowych: z Nigerią (2:4), z Zambią (0:2) i z Ghaną (0:3).